# Сенгкуронг
Сенгкуронг — один з 18 мукімів (районів) округи (даера) Бруней-Муара, Бруней.

## Райони
- Кампонг Сенгкуронг 'А'
- Кампонг Сенгкуронг 'Б'
- Кампонг Тагап
- Кампонг Селаюн
- Кампонг Сунгаі Тампоі
- Кампонг Мулаут
- Кампонг Танйонг Нангка
- Кампонг Кулапіс
- Кампонг Катімаhар
- Кампонг Лугу
- Кампонг Йерудонг
- Кампонг Букіт Бунга